# Германия на зимних Олимпийских играх 2014
Германия принимала участие в зимних Олимпийских играх 2014 года, которые проходили в Сочи (Россия) с 7 по 23 февраля, где её представляли 153 спортсменов во всех пятнадцати видах спорта. На церемонии открытия Олимпийских игр флаг Германии несла горнолыжница Мария Хёфль-Риш, а на церемонии закрытия — саночник, двукратный олимпийский чемпион игр в Сочи, Феликс Лох. Во время игр у Германии был Немецкий дом, который был расположен в селе Эстосадок, в 4 км от Красной Поляны. Презентация экипировки на Олимпийские игры состоялась в январе на авиабазе Эрдинга. Президент Германии Йоахим Гаук не присутствовал на зимних Олимпийских играх 2014 года. Он публично не заявил, что это было политическим решением.
Зимние Олимпийские игры 2014 для Германии стали самыми неудачными зимними играми в новейшей истории — было завоёвано всего 19 олимпийских медалей: 8 золотых, 6 серебряных и 5 бронзовых. В неофициальном медальном зачёте Германия заняла лишь 6-е место. Самым успешным видом спорта для Германии стал санный спорт, в котором были завоёваны все четыре возможные золотые медали. Ближе к концу Олимпиады разгорелся допинговый скандал вокруг немецкой биатлонистки Эви Захенбахер-Штеле. В допинг-пробе Захенбахер-Штеле, взятой 17 февраля, были обнаружены следы употребления стимулятора метилгексанеамин, который является сжигателем жира. В итоге Захенбахер-Штеле лишилась олимпийской лицензии с аккредитацией, а также были аннулированы её результаты в масс-старте и смешанной эстафете, в которых она занимала четвёртые места.

## Медали
| Золото  |                                                             |                                                                      |            |
| №       | Спортсмены                                                  | Вид спорта (дисциплина)                                              | Дата       |
| 1       | Феликс Лох                                                  | Санный спорт (мужчины, одиночки)                                     | 9 февраля  |
| 2       | Мария Хёфль-Риш                                             | Горнолыжный спорт (женщины, суперкомбинация)                         | 10 февраля |
| 3       | Натали Гайзенбергер                                         | Санный спорт (женщины, одиночки)                                     | 11 февраля |
| 4       | Карина Фогт                                                 | Прыжки на лыжах с трамплина (женщины, нормальный трамплин)           | 11 февраля |
| 5       | Эрик Френцель                                               | Лыжное двоеборье (нормальный трамплин/10 км)                         | 12 февраля |
| 6       | Тобиас Вендль Тобиас Арльт                                  | Санный спорт (мужчины, двойки)                                       | 12 февраля |
| 7       | Натали Гайзенбергер Феликс Лох Тобиас Вендль / Тобиас Арльт | Санный спорт (эстафета)                                              | 13 февраля |
| 8       | Андреас Ванк Маринус Краус Андреас Веллингер Зеверин Фройнд | Прыжки на лыжах с трамплина (мужчины, большой трамплин среди команд) | 17 февраля |
| Серебро |                                                             |                                                                      |            |
| №       | Спортсмены                                                  | Вид спорта (дисциплина)                                              | Дата       |
| 1       | Татьяна Хюфнер                                              | Санный спорт (женщины, одиночки)                                     | 11 февраля |
| 2       | Эрик Лессер                                                 | Биатлон (мужчины, индивидуальная гонка)                              | 13 февраля |
| 3       | Мария Хёфль-Риш                                             | Горнолыжный спорт (женщины, супергигант)                             | 15 февраля |
| 4       | Йоханнес Ридзек Эрик Френцель Бьёрн Кирхайзен Фабиан Риссле | Лыжное двоеборье (эстафета)                                          | 20 февраля |
| 5       | Анке Карстенс                                               | Сноуборд (женщины, параллельный слалом)                              | 22 февраля |
| 6       | Эрик Лессер Даниель Бём Арнд Пайффер Симон Шемпп            | Биатлон (мужчины, эстафета)                                          | 22 февраля |
| Бронза  |                                                             |                                                                      |            |
| №       | Спортсмены                                                  | Вид спорта (дисциплина)                                              | Дата       |
| 1       | Алёна Савченко / Робин Шолковы                              | Фигурное катание (парное катание)                                    | 12 февраля |
| 2       | Николь Фессель Штефани Бёлер Клаудия Нюстад Дениз Херрман   | Лыжные гонки (женщины, эстафета 4×5 км)                              | 15 февраля |
| 3       | Виктория Ребенсбург                                         | Горнолыжный спорт (женщины, гигантский слалом)                       | 18 февраля |
| 4       | Фабиан Риссле                                               | Лыжное двоеборье (большой трамплин/10 км)                            | 18 февраля |
| 5       | Амели Кобер                                                 | Сноуборд (женщины, параллельный слалом)                              | 22 февраля |

| Медали по видам спорта | Медали по видам спорта | Медали по видам спорта | Медали по видам спорта | Медали по видам спорта |
| ---------------------- | ---------------------- | ---------------------- | ---------------------- | ---------------------- |
| Вид спорта             | 1                      | 2                      | 3                      | Итого                  |
| Биатлон                | 0                      | 2                      | 0                      | 2                      |
| Горнолыжный спорт      | 1                      | 1                      | 1                      | 3                      |
| Лыжное двоеборье       | 1                      | 1                      | 1                      | 3                      |
| Лыжные гонки           | 0                      | 0                      | 1                      | 1                      |
| Прыжки с трамплина     | 2                      | 0                      | 0                      | 2                      |
| Санный спорт           | 4                      | 1                      | 0                      | 5                      |
| Сноуборд               | 0                      | 1                      | 1                      | 2                      |
| Фигурное катание       | 0                      | 0                      | 1                      | 1                      |
| Всего                  | 8                      | 6                      | 5                      | 19                     |

| Медали по дням | Медали по дням | Медали по дням | Медали по дням | Медали по дням | Медали по дням | Медали по дням |
| -------------- | -------------- | -------------- | -------------- | -------------- | -------------- | -------------- |
| День           | Дата           | 1              | 2              | 3              | Итого          |                |
| День 1         | 8 февраля      | 0              | 0              | 0              | 0              |                |
| День 2         | 9 февраля      | 1              | 0              | 0              | 1              |                |
| День 3         | 10 февраля     | 1              | 0              | 0              | 1              |                |
| День 4         | 11 февраля     | 2              | 1              | 0              | 3              |                |
| День 5         | 12 февраля     | 2              | 0              | 1              | 3              |                |
| День 6         | 13 февраля     | 1              | 1              | 0              | 2              |                |
| День 7         | 14 февраля     | 0              | 0              | 0              | 0              |                |
| День 8         | 15 февраля     | 0              | 1              | 1              | 2              |                |
| День 9         | 16 февраля     | 0              | 0              | 0              | 0              |                |
| День 10        | 17 февраля     | 1              | 0              | 0              | 1              |                |
| День 11        | 18 февраля     | 0              | 0              | 2              | 2              |                |
| День 12        | 19 февраля     | 0              | 0              | 0              | 0              |                |
| День 13        | 20 февраля     | 0              | 1              | 0              | 1              |                |
| День 14        | 21 февраля     | 0              | 0              | 0              | 0              |                |
| День 15        | 22 февраля     | 0              | 2              | 1              | 3              |                |
| День 16        | 23 февраля     | 0              | 0              | 0              | 0              |                |
| Всего          | Всего          | 8              | 6              | 5              | 19             |                |

## Состав и результаты

### Биатлон
Мужчины
| Соревнование         | Спортсмены                                       | Стрельба | Время     | Место |
| -------------------- | ------------------------------------------------ | -------- | --------- | ----- |
| Спринт               | Симон Шемпп                                      | 0+0      | 25:16,4   | 15    |
| Спринт               | Эрик Лессер                                      | 0+1      | 25:26,7   | 21    |
| Спринт               | Арнд Пайффер                                     | 2+1      | 26:01,2   | 34    |
| Спринт               | Кристоф Штефан                                   | 1+1      | 26:55,4   | 58    |
| Гонка преследования  | Симон Шемпп                                      | 0+0+0+1  | 34:27,7   | 6     |
| Гонка преследования  | Эрик Лессер                                      | 1+1+0+1  | 34:53,1   | 16    |
| Гонка преследования  | Арнд Пайффер                                     | 0+0+1+0  | 35:21,4   | 19    |
| Гонка преследования  | Кристоф Штефан                                   | 0+0+0+1  | 37:18,8   | 43    |
| Индивидуальная гонка | Эрик Лессер                                      | 0+0+0+0  | 49:43,9   | 2     |
| Индивидуальная гонка | Даниель Бём                                      | 0+1+0+0  | 51:09,4   | 10    |
| Индивидуальная гонка | Симон Шемпп                                      | 0+1+0+0  | 51:50,3   | 16    |
| Индивидуальная гонка | Андреас Бирнбахер                                | 1+0+0+1  | 52:17,9   | 22    |
| Масс-старт           | Симон Шемпп                                      | 2+1+0+0  | 43:48,3   | 13    |
| Масс-старт           | Арнд Пайффер                                     | 0+1+2+1  | 44:35,0   | 18    |
| Масс-старт           | Эрик Лессер                                      | 0+0+2+2  | 45:34,2   | 26    |
| Эстафета             | Эрик Лессер Даниель Бём Арнд Пайффер Симон Шемпп | 0+2      | 1:12:19,4 | 2     |

Женщины
| Соревнование         | Спортсмены                                                            | Стрельба | Время     | Место |
| -------------------- | --------------------------------------------------------------------- | -------- | --------- | ----- |
| Спринт               | Эви Захенбахер-Штеле                                                  | 0+1      | 21:40,8   | 11    |
| Спринт               | Андреа Хенкель                                                        | 0+1      | 22:01,5   | 22    |
| Спринт               | Франциска Пройсс                                                      | 2+0      | 22:53,1   | 41    |
| Спринт               | Лаура Дальмайер                                                       | 0+2      | 23:03,2   | 46    |
| Гонка преследования  | Эви Захенбахер-Штеле                                                  | 2+1+1+2  | 32:16,6   | 27    |
| Гонка преследования  | Андреа Хенкель                                                        | 0+1+1+1  | 32:30,4   | 29    |
| Гонка преследования  | Лаура Дальмайер                                                       | 0+0+0+1  | 32:38,8   | 30    |
| Гонка преследования  | Франциска Пройсс                                                      | 0+2+1+0  | 33:34,0   | 40    |
| Индивидуальная гонка | Лаура Дальмайер                                                       | 1+0+0+0  | 46:45,7   | 13    |
| Индивидуальная гонка | Эви Захенбахер-Штеле                                                  | 3+0+0+0  | 47:30,4   | 20    |
| Индивидуальная гонка | Франциска Хильдебранд                                                 | 0+2+0+0  | 49:06,4   | 38    |
| Индивидуальная гонка | Франциска Пройсс                                                      | 2+3      | DNF       | DNF   |
| Масс-старт           | Андреа Хенкель                                                        | 0+0+1+0  | 37:19,2   | 18    |
| Масс-старт           | Франциска Хильдебранд                                                 | 1+0+1+1  | 39:09,5   | 29    |
| Масс-старт           | Эви Захенбахер-Штеле                                                  | 0+0+0+0  | 35:53,9   | DSQ   |
| Эстафета             | Франциска Пройсс Андреа Хенкель Франциска Хильдебранд Лаура Дальмайер | 0+6      | 1:13:44,2 | 11    |

Смешанная эстафета
| Соревнование       | Спортсмены                                                   | Стрельба | Время     | Место |
| ------------------ | ------------------------------------------------------------ | -------- | --------- | ----- |
| Смешанная эстафета | Эви Захенбахер-Штеле Лаура Дальмайер Даниель Бём Симон Шемпп | 0+9      | 1:10:58,3 | DSQ   |

### Бобслей
Мужчины
| Соревнование | Спортсмены                                                          | 1 заезд   | 1 заезд | 2 заезд   | 2 заезд | 3 заезд   | 3 заезд | 4 заезд   | 4 заезд | Итоговый результат | Итоговое место |
| Соревнование | Спортсмены                                                          | Результат | Место   | Результат | Место   | Результат | Место   | Результат | Место   | Итоговый результат | Итоговое место |
| ------------ | ------------------------------------------------------------------- | --------- | ------- | --------- | ------- | --------- | ------- | --------- | ------- | ------------------ | -------------- |
| Двойки       | Яннис Беккер Франческо Фридрих                                      | 56,50     | 5       | 56,88     | 10      | 56,63     | 9       | 56,84     | 10      | 3:46,85            | 8              |
| Двойки       | Томас Флоршюц Кевин Куске                                           | 56,63     | 9       | 56,89     | 11      | 56,77     | 11      | 56,71     | 5       | 3:47,00            | 11             |
| Двойки       | Максимилиан Арндт Александер Рёдигер                                | 56,98     | 14      | 56,92     | 12      | 57,22     | 16      | 57,08     | 16      | 3:48,20            | 15             |
| Четвёрки     | Максимилиан Арндт Марко Хюбенбеккер Мартин Путце Александер Рёдигер | 54,88     | 2       | 55,47     | 9       | 55,47     | 6       | 55,60     | 9       | 3:41,42            | 6              |
| Четвёрки     | Томас Флоршюц Кевин Куске Йошуа Блум Кристиан Позер                 | 55,06     | 4       | 55,42     | 6       | 55,50     | 7       | 55,53     | 8       | 3:41,51            | 7              |
| Четвёрки     | Яннис Беккер Франческо Фридрих Грегор Бермбах Торстен Маргис        | 55,15     | 7       | 55,43     | 7       | 55,81     | 11      | 55,41     | 7       | 3:41,80            | 10             |

Женщины
| Соревнование | Спортсмены                        | 1 заезд   | 1 заезд | 2 заезд   | 2 заезд | 3 заезд   | 3 заезд | 4 заезд   | 4 заезд | Итоговый результат | Итоговое место |
| Соревнование | Спортсмены                        | Результат | Место   | Результат | Место   | Результат | Место   | Результат | Место   | Итоговый результат | Итоговое место |
| ------------ | --------------------------------- | --------- | ------- | --------- | ------- | --------- | ------- | --------- | ------- | ------------------ | -------------- |
| Двойки       | Сандра Кириасис Франциска Фриц    | 57,95     | 6       | 58,08     | 5       | 58,06     | 4       | 58,20     | 6       | 3:52,29            | 5              |
| Двойки       | Катлин Мартини Кристин Зенкель    | 57,99     | 7       | 58,42     | 11      | 58,17     | 5       | 58,13     | 3       | 3:52,71            | 7              |
| Двойки       | Аня Шнайдерхайнце Штефани Шнайдер | 58,17     | 9       | 58,30     | 8       | 58,53     | 11      | 58,74     | 12      | 3:53,74            | 10             |

### Горнолыжный спорт
Мужчины
| Соревнование      | Спортсмены       | Скоростной спуск/ 1 спуск | Скоростной спуск/ 1 спуск | Слалом/ 2 спуск | Слалом/ 2 спуск | Всего   | Место |
| Соревнование      | Спортсмены       | Время                     | Место                     | Время           | Место           | Всего   | Место |
| ----------------- | ---------------- | ------------------------- | ------------------------- | --------------- | --------------- | ------- | ----- |
| Гигантский слалом | Феликс Нойройтер | 1:22,51                   | 8                         | 1:24,08         | 11              | 2:46,59 | 8     |
| Гигантский слалом | Фриц Допфер      | 1:22,59                   | 11                        | 1:24,38         | 17              | 2:46,97 | 12    |
| Гигантский слалом | Штефан Луиц      | DSQ                       | DSQ                       | DSQ             | DSQ             | DSQ     | DSQ   |
| Слалом            | Фриц Допфер      | 48,46                     | 14                        | 54,26           | 4               | 1:42,72 | 4     |
| Слалом            | Феликс Нойройтер | 47,57                     | 7                         | DNF             | DNF             | DNF     | DNF   |
| Слалом            | Штефан Луиц      | 50,79                     | 37                        | DNF             | DNF             | DNF     | DNF   |

Женщины
| Соревнование      | Спортсмены          | Скоростной спуск/ 1 спуск | Скоростной спуск/ 1 спуск | Слалом/ 2 спуск | Слалом/ 2 спуск | Всего   | Место |
| Соревнование      | Спортсмены          | Время                     | Место                     | Время           | Место           | Всего   | Место |
| ----------------- | ------------------- | ------------------------- | ------------------------- | --------------- | --------------- | ------- | ----- |
| Скоростной спуск  | Мария Хёфль-Риш     | Не проводится             | Не проводится             | Не проводится   | Не проводится   | 1:42,74 | 13    |
| Скоростной спуск  | Виктория Ребенсбург | Не проводится             | Не проводится             | Не проводится   | Не проводится   | 1:42,76 | 15    |
| Суперкомбинация   | Мария Хёфль-Риш     | 1:43,72                   | 5                         | 50,90           | 3               | 2:34,62 | 1     |
| Супергигант       | Мария Хёфль-Риш     | Не проводится             | Не проводится             | Не проводится   | Не проводится   | 1:26,07 | 2     |
| Супергигант       | Виктория Ребенсбург | Не проводится             | Не проводится             | Не проводится   | Не проводится   | 1:27,08 | 9     |
| Гигантский слалом | Виктория Ребенсбург | 1:19,24                   | 6                         | 1:17,90         | 1               | 2:37,14 | 3     |
| Гигантский слалом | Барбара Вирт        | 1:21,35                   | 21                        | 1:20,38         | 27              | 2:41,73 | 25    |
| Гигантский слалом | Мария Хёфль-Риш     | DNS                       | DNS                       | DNS             | DNS             | DNS     | DNS   |
| Слалом            | Мария Хёфль-Риш     | 53,11                     | 2                         | 52,62           | 9               | 1:45,73 | 4     |
| Слалом            | Барбара Вирт        | 56,31                     | 16                        | 52,69           | 11              | 1:49,00 | 14    |
| Слалом            | Кристина Гайгер     | DSQ                       | DSQ                       | DSQ             | DSQ             | DSQ     | DSQ   |

### Кёрлинг

#### Мужчины
Состав
| Четвёртый     | Третий         | Второй         | Ведущий        | Запасной      |
| ------------- | -------------- | -------------- | -------------- | ------------- |
| Феликс Шульце | Джон Яр (скип) | Свен Гольдеман | Кристофер Барч | Петер Рикмерс |

Круговой турнир
|  | Команды, выходящие в полуфинал    |
|  | Команды, участвующие в тай-брейке |

| Место | Команда        | В | П | КЗ | КП | ВЭ | ПЭ | ОЭ | УЭ | ППД |
| ----- | -------------- | - | - | -- | -- | -- | -- | -- | -- | --- |
| 1     | Швеция         | 8 | 1 | 60 | 44 | 38 | 30 | 18 | 8  | 86% |
| 2     | Канада         | 7 | 2 | 69 | 53 | 39 | 36 | 14 | 7  | 84% |
| 3     | Китай          | 7 | 2 | 67 | 50 | 41 | 37 | 11 | 5  | 85% |
| 4     | Норвегия       | 5 | 4 | 52 | 56 | 36 | 33 | 18 | 5  | 86% |
| 5     | Великобритания | 5 | 4 | 51 | 49 | 37 | 35 | 15 | 8  | 83% |
| 6     | Дания          | 4 | 5 | 54 | 61 | 32 | 37 | 17 | 4  | 81% |
| 7     | Россия         | 3 | 6 | 58 | 70 | 36 | 38 | 13 | 7  | 77% |
| 8     | Швейцария      | 3 | 6 | 47 | 46 | 31 | 34 | 22 | 7  | 83% |
| 9     | США            | 2 | 7 | 47 | 58 | 30 | 39 | 14 | 7  | 80% |
| 10    | Германия       | 1 | 8 | 53 | 74 | 38 | 39 | 10 | 9  | 76% |

| Команда  | 1 | 2 | 3 | 4 | 5 | 6 | 7 | 8 | 9 | 10 | Всего |
| Германия | 0 | 2 | 2 | 0 | 0 | 1 | 0 | 1 | 2 | 0  | 8     |
| Канада   | 2 | 0 | 0 | 3 | 2 | 0 | 2 | 0 | 0 | 2  | 11    |

| Команда        | 1 | 2 | 3 | 4 | 5 | 6 | 7 | 8 | 9 | 10 | Всего |
| Великобритания | 1 | 0 | 0 | 0 | 2 | 0 | 2 | 0 | 1 | 1  | 7     |
| Германия       | 0 | 1 | 1 | 1 | 0 | 2 | 0 | 1 | 0 | 0  | 6     |

| Команда  | 1 | 2 | 3 | 4 | 5 | 6 | 7 | 8 | 9 | 10 | Всего |
| Норвегия | 2 | 0 | 0 | 0 | 2 | 0 | 1 | 0 | 0 | 3  | 8     |
| Германия | 0 | 0 | 1 | 0 | 0 | 2 | 0 | 0 | 2 | 0  | 5     |

| Команда  | 1 | 2 | 3 | 4 | 5 | 6 | 7 | 8 | 9 | 10 | Всего |
| Германия | 0 | 1 | 0 | 2 | 0 | 2 | 1 | 0 | 1 | 0  | 7     |
| Китай    | 2 | 0 | 3 | 0 | 2 | 0 | 0 | 1 | 0 | 3  | 11    |

| Команда  | 1 | 2 | 3 | 4 | 5 | 6 | 7 | 8 | 9 | 10 | Всего |
| США      | 0 | 0 | 4 | 0 | 0 | 0 | 4 | 0 | 0 | X  | 8     |
| Германия | 0 | 1 | 0 | 1 | 0 | 1 | 0 | 1 | 1 | X  | 5     |

| Команда   | 1 | 2 | 3 | 4 | 5 | 6 | 7 | 8 | 9 | 10 | Всего |
| Швейцария | 1 | 0 | 2 | 0 | 1 | 0 | 0 | 2 | 0 | 1  | 7     |
| Германия  | 0 | 2 | 0 | 1 | 0 | 2 | 1 | 0 | 2 | 0  | 8     |

| Команда  | 1 | 2 | 3 | 4 | 5 | 6 | 7 | 8 | 9 | 10 | Всего |
| Швеция   | 0 | 1 | 0 | 2 | 2 | 0 | 1 | 0 | 2 | X  | 8     |
| Германия | 0 | 0 | 1 | 0 | 0 | 2 | 0 | 1 | 0 | X  | 4     |

| Команда  | 1 | 2 | 3 | 4 | 5 | 6 | 7 | 8 | 9 | 10 | Всего |
| Германия | 0 | 0 | 2 | 0 | 0 | 1 | 0 | 0 | 0 | X  | 3     |
| Дания    | 0 | 2 | 0 | 1 | 0 | 0 | 2 | 0 | 1 | X  | 6     |

| Команда  | 1 | 2 | 3 | 4 | 5 | 6 | 7 | 8 | 9 | 10 | Всего |
| Германия | 0 | 0 | 2 | 0 | 2 | 0 | 1 | 0 | 1 | 1  | 7     |
| Россия   | 2 | 0 | 0 | 2 | 0 | 2 | 0 | 2 | 0 | 0  | 8     |

### Конькобежный спорт
Мужчины
Индивидуальные гонки
| Соревнование  | Спортсмены          | 1 забег       | 1 забег       | 2 забег       | 2 забег       | Результат | Место |
| Соревнование  | Спортсмены          | Результат     | Место         | Результат     | Место         | Результат | Место |
| ------------- | ------------------- | ------------- | ------------- | ------------- | ------------- | --------- | ----- |
| 500 метров    | Нико Иле            | 34,99         | 7             | 35,11         | 9             | 70,10     | 8     |
| 500 метров    | Самуэль Шварц       | 35,69         | 34            | 35,68         | 34            | 71,37     | 34    |
| 1000 метров   | Нико Иле            | Не проводится | Не проводится | Не проводится | Не проводится | 1:08,86   | 4     |
| 1000 метров   | Самуэль Шварц       | Не проводится | Не проводится | Не проводится | Не проводится | 1:08,89   | 5     |
| 1500 метров   | Патрик Беккерт      | Не проводится | Не проводится | Не проводится | Не проводится | 1:48,08   | 23    |
| 1500 метров   | Роберт Леман        | Не проводится | Не проводится | Не проводится | Не проводится | 1:48,24   | 27    |
| 5000 метров   | Патрик Беккерт      | Не проводится | Не проводится | Не проводится | Не проводится | 6:21,18   | 8     |
| 5000 метров   | Мориц Гайсрайтер    | Не проводится | Не проводится | Не проводится | Не проводится | 6:24,79   | 10    |
| 5000 метров   | Алексей Баумгартнер | Не проводится | Не проводится | Не проводится | Не проводится | 6:34,34   | 21    |
| 10 000 метров | Патрик Беккерт      | Не проводится | Не проводится | Не проводится | Не проводится | 13:14,26  | 6     |
| 10 000 метров | Мориц Гайсрайтер    | Не проводится | Не проводится | Не проводится | Не проводится | 13:20,26  | 8     |
| 10 000 метров | Алексей Баумгартнер | Не проводится | Не проводится | Не проводится | Не проводится | 13:44,39  | 13    |

Женщины
Индивидуальные гонки
| Соревнование | Спортсмены          | 1 забег       | 1 забег       | 2 забег       | 2 забег       | Результат | Место |
| Соревнование | Спортсмены          | Результат     | Место         | Результат     | Место         | Результат | Место |
| ------------ | ------------------- | ------------- | ------------- | ------------- | ------------- | --------- | ----- |
| 500 метров   | Дженни Вольф        | 37,93         | 8             | 37,73         | 5             | 75,67     | 6     |
| 500 метров   | Денизе Рот          | 39,08         | 23            | 38,69         | 15            | 77,78     | 21    |
| 500 метров   | Габриэле Хиршбихлер | 39,82         | 34            | 39,69         | 34            | 79,51     | 34    |
| 1000 метров  | Юдит Хессе          | Не проводится | Не проводится | Не проводится | Не проводится | 1:15,84   | 11    |
| 1000 метров  | Дженни Вольф        | Не проводится | Не проводится | Не проводится | Не проводится | 1:17,99   | 25    |
| 1000 метров  | Габриэле Хиршбихлер | Не проводится | Не проводится | Не проводится | Не проводится | 1:18,00   | 26    |
| 1000 метров  | Моник Ангермюллер   | Не проводится | Не проводится | Не проводится | Не проводится | DSQ       | DSQ   |
| 1500 метров  | Клаудия Пехштайн    | Не проводится | Не проводится | Не проводится | Не проводится | 1:59,47   | 19    |
| 1500 метров  | Габриэле Хиршбихлер | Не проводится | Не проводится | Не проводится | Не проводится | 2:01,18   | 30    |
| 1500 метров  | Моник Ангермюллер   | Не проводится | Не проводится | Не проводится | Не проводится | 2:00,32   | 24    |
| 3000 метров  | Клаудия Пехштайн    | Не проводится | Не проводится | Не проводится | Не проводится | 4:05,26   | 4     |
| 3000 метров  | Бенте Краус         | Не проводится | Не проводится | Не проводится | Не проводится | 4:10,17   | 11    |
| 3000 метров  | Штефани Беккерт     | Не проводится | Не проводится | Не проводится | Не проводится | 4:13,55   | 17    |
| 5000 метров  | Клаудия Пехштайн    | Не проводится | Не проводится | Не проводится | Не проводится | 6:58,39   | 5     |
| 5000 метров  | Штефани Беккерт     | Не проводится | Не проводится | Не проводится | Не проводится | 7:07,79   | 8     |
| 5000 метров  | Бенте Краус         | Не проводится | Не проводится | Не проводится | Не проводится | 7:10,65   | 11    |

### Лыжное двоеборье
| Соревнование        | Спортсмены                                                  | Прыжки с трамплина | Прыжки с трамплина | Лыжная гонка | Лыжная гонка | Лыжная гонка | Итоговое время | Место |
| Соревнование        | Спортсмены                                                  | Результат          | Место              | Гандикап     | Результат    | Место        | Итоговое время | Место |
| ------------------- | ----------------------------------------------------------- | ------------------ | ------------------ | ------------ | ------------ | ------------ | -------------- | ----- |
| Нормальный трамплин | Эрик Френцель                                               | 131,5              | 1                  | 0:00         | 23:50,2      | 12           | 23:50,2        | 1     |
| Нормальный трамплин | Йоханнес Ридзек                                             | 121,2              | 12                 | +0:41        | 23:26,5      | 8            | 24:07,5        | 6     |
| Нормальный трамплин | Фабиан Риссле                                               | 116,5              | 19                 | +1:00        | 23:19,6      | 6            | 24:19,6        | 8     |
| Нормальный трамплин | Тино Эдельман                                               | 124,0              | 5                  | +0:30        | 23:57,2      | 16           | 24:27,2        | 9     |
| Большой трамплин    | Фабиан Риссле                                               | 115,1              | 9                  | +0:56        | 22:33,1      | 8            | 23:29,1        | 3     |
| Большой трамплин    | Бьёрн Кирхайзен                                             | 113,2              | 11                 | +1:03        | 22:26,6      | 4            | 23:29.6        | 4     |
| Большой трамплин    | Йоханнес Ридзек                                             | 112,7              | 12                 | +1:05        | 22:46,4      | 13           | 23:51,4        | 8     |
| Большой трамплин    | Эрик Френцель                                               | 129,0              | 1                  | 0:00         | 23:57,9      | 30           | 23:57,9        | 10    |
| Эстафета            | Йоханнес Ридзек Эрик Френцель Бьёрн Кирхайзен Фабиан Риссле | 481,7              | 1                  | 0:00         | 47:13,8      | 3            | 47:13,8        | 2     |

### Лыжные гонки
Мужчины
Дистанционные гонки
| Соревнование              | Спортсмены                                                | Результат | Место |
| ------------------------- | --------------------------------------------------------- | --------- | ----- |
| 15 км классическим стилем | Аксель Тайхман                                            | 39:42,4   | 8     |
| 15 км классическим стилем | Ханнес Доцлер                                             | 39:49,9   | 11    |
| 15 км классическим стилем | Йенс Фильбрих                                             | 40:08,5   | 14    |
| 15 км классическим стилем | Тим Чарнке                                                | 40:41,3   | 26    |
| Скиатлон 15+15 км         | Ханнес Доцлер                                             | 1:08:44,8 | 13    |
| Скиатлон 15+15 км         | Тобиас Ангерер                                            | 1:08:49,7 | 15    |
| Скиатлон 15+15 км         | Аксель Тайхман                                            | 1:10:13,3 | 23    |
| Скиатлон 15+15 км         | Томас Бинг                                                | 1:11:32,9 | 37    |
| Масс-старт 50 км          | Томас Бинг                                                | 1:49:56,1 | 36    |
| Масс-старт 50 км          | Аксель Тайхман                                            | 1:51:03,4 | 39    |
| Масс-старт 50 км          | Арнд Пайффер                                              | 1:51:31,5 | 40    |
| Масс-старт 50 км          | Эрик Лессер                                               | 1:51:55,8 | 42    |
| Эстафета 4×10 км          | Йенс Фильбрих Аксель Тайхман Тобиас Ангерер Ханнес Доцлер | 1:31:18,8 | 9     |

Спринт
| Соревнование     | Спортсмены               | Квалификация  | Квалификация  | Четвертьфинал        | Четвертьфинал        | Четвертьфинал        | Полуфинал            | Полуфинал            | Полуфинал            | Финал                | Финал                | Итоговое место |
| Соревнование     | Спортсмены               | Результат     | Место         | Заезд                | Результат            | Место                | Заезд                | Результат            | Место                | Результат            | Место                | Итоговое место |
| ---------------- | ------------------------ | ------------- | ------------- | -------------------- | -------------------- | -------------------- | -------------------- | -------------------- | -------------------- | -------------------- | -------------------- | -------------- |
| Спринт           | Тим Чарнке               | 3:37,75       | 28            | 5                    | 3:46,81              | 4                    | Завершил выступление | Завершил выступление | Завершил выступление | Завершил выступление | Завершил выступление | 20             |
| Спринт           | Йозеф Венцль             | 3:38,10       | 31            | Завершил выступление | Завершил выступление | Завершил выступление | Завершил выступление | Завершил выступление | Завершил выступление | Завершил выступление | Завершил выступление | 31             |
| Спринт           | Томас Бинг               | 3:38,30       | 32            | Завершил выступление | Завершил выступление | Завершил выступление | Завершил выступление | Завершил выступление | Завершил выступление | Завершил выступление | Завершил выступление | 32             |
| Спринт           | Себастьян Айзенлауэр     | 3:39,00       | 35            | Завершил выступление | Завершил выступление | Завершил выступление | Завершил выступление | Завершил выступление | Завершил выступление | Завершил выступление | Завершил выступление | 35             |
| Командный спринт | Ханнес Доцлер Тим Чарнке | Не проводится | Не проводится | Не проводится        | Не проводится        | Не проводится        | 1                    | 23:36,23             | 1                    | 23:57,02             | 7                    | 7              |

Женщины
Дистанционные гонки
| Соревнование              | Спортсмены                                                | Результат | Место |
| ------------------------- | --------------------------------------------------------- | --------- | ----- |
| 10 км классическим стилем | Штефани Бёлер                                             | 29:04,3   | 6     |
| 10 км классическим стилем | Николь Фессель                                            | 30:27,0   | 23    |
| 10 км классическим стилем | Катрин Целлер                                             | 30:38,5   | 25    |
| Скиатлон 7,5+7,5 км       | Николь Фессель                                            | 40:11,4   | 14    |
| Скиатлон 7,5+7,5 км       | Катрин Целлер                                             | 40:49,7   | 26    |
| Скиатлон 7,5+7,5 км       | Штефани Бёлер                                             | 41:20,0   | 35    |
| Скиатлон 7,5+7,5 км       | Клаудия Нюстад                                            | 42:08,8   | 43    |
| Масс-старт 30 км          | Катрин Целлер                                             | 1:12:41,4 | 12    |
| Масс-старт 30 км          | Николь Фессель                                            | DNF       | DNF   |
| Эстафета 4×5 км           | Николь Фессель Штефани Бёлер Клаудия Нюстад Дениз Херрман | 53:03,6   | 3     |

Спринт
| Соревнование     | Спортсмены                  | Квалификация  | Квалификация  | Четвертьфинал         | Четвертьфинал         | Четвертьфинал         | Полуфинал             | Полуфинал             | Полуфинал             | Финал                 | Финал                 | Итоговое место |
| Соревнование     | Спортсмены                  | Результат     | Место         | Заезд                 | Результат             | Место                 | Заезд                 | Результат             | Место                 | Результат             | Место                 | Итоговое место |
| ---------------- | --------------------------- | ------------- | ------------- | --------------------- | --------------------- | --------------------- | --------------------- | --------------------- | --------------------- | --------------------- | --------------------- | -------------- |
| Спринт           | Дениз Херрман               | 2:35,11       | 8             | 5                     | 2:34,87               | 1                     | 2                     | 2:36,94               | 4                     | Завершила выступление | Завершила выступление | 8              |
| Спринт           | Ханна Кольб                 | 2:40,17       | 30            | 1                     | 2:38,43               | 6                     | Завершила выступление | Завершила выступление | Завершила выступление | Завершила выступление | Завершила выступление | 30             |
| Спринт           | Люсия Ангер                 | 2:40,22       | 31            | Завершила выступление | Завершила выступление | Завершила выступление | Завершила выступление | Завершила выступление | Завершила выступление | Завершила выступление | Завершила выступление | 31             |
| Спринт           | Клаудия Нюстад              | 2:41,13       | 35            | Завершила выступление | Завершила выступление | Завершила выступление | Завершила выступление | Завершила выступление | Завершила выступление | Завершила выступление | Завершила выступление | 35             |
| Командный спринт | Штефани Бёлер Дениз Херрман | Не проводится | Не проводится | Не проводится         | Не проводится         | Не проводится         | 2                     | 16:58,98              | 4                     | 16:24,97              | 4                     | 4              |

### Прыжки на лыжах с трамплина
Мужчины
| Соревнование                  | Спортсмены                                                  | Квалификация  | Квалификация  | Финал     | Финал    | Финал                | Финал                | Финал                | Финал                | Итоговое место |
| Соревнование                  | Спортсмены                                                  | Результат     | Место         | 1 прыжок  | 1 прыжок | 2 прыжок             | 2 прыжок             | Всего                | Место                | Итоговое место |
| Соревнование                  | Спортсмены                                                  | Результат     | Место         | Результат | Место    | Результат            | Место                | Всего                | Место                | Итоговое место |
| ----------------------------- | ----------------------------------------------------------- | ------------- | ------------- | --------- | -------- | -------------------- | -------------------- | -------------------- | -------------------- | -------------- |
| Нормальный трамплин           | Андреас Веллингер                                           | Не участвовал | Не участвовал | 125,8     | 14       | 131,3                | 2                    | 257,1                | 6                    | 6              |
| Нормальный трамплин           | Андреас Ванк                                                | 127,9         | 2             | 132,6     | 5        | 120,8                | 19                   | 253,4                | 10                   | 10             |
| Нормальный трамплин           | Рихард Фрайтаг                                              | 114,4         | 16            | 121,4     | 26       | 122,3                | 16                   | 243,7                | 20                   | 20             |
| Нормальный трамплин           | Зеверин Фройнд                                              | Не участвовал | Не участвовал | 108,9     | 44       | 108,8                | 30                   | 217,7                | 31                   | 31             |
| Большой трамплин              | Зеверин Фройнд                                              | Не участвовал | Не участвовал | 140,2     | 3        | 132,0                | 6                    | 272,2                | 4                    | 4              |
| Большой трамплин              | Маринус Краус                                               | 120,2         | 4             | 117,7     | 24       | 139.7                | 2                    | 257,4                | 6                    | 6              |
| Большой трамплин              | Рихард Фрайтаг                                              | 104,4         | 21            | 118,6     | 22       | 123,5                | 17                   | 242,1                | 21                   | 21             |
| Большой трамплин              | Андреас Веллингер                                           | Не участвовал | Не участвовал | 96,6      | 45       | Завершил выступление | Завершил выступление | Завершил выступление | Завершил выступление | 45             |
| Большой трамплин среди команд | Андреас Ванк Маринус Краус Андреас Веллингер Зеверин Фройнд | Не проводится | Не проводится | 519,0     | 1        | 522,1                | 2                    | 1041,1               | 1                    | 1              |

Женщины
| Соревнование        | Спортсмены        | 1 прыжок  | 1 прыжок | 2 прыжок  | 2 прыжок | Всего | Место |
| Соревнование        | Спортсмены        | Результат | Место    | Результат | Место    | Всего | Место |
| ------------------- | ----------------- | --------- | -------- | --------- | -------- | ----- | ----- |
| Нормальный трамплин | Карина Фогт       | 126,8     | 1        | 120,6     | 5        | 247,4 | 1     |
| Нормальный трамплин | Ульрике Грёслер   | 110,5     | 21       | 104,4     | 24       | 214,9 | 22    |
| Нормальный трамплин | Катарина Альтхаус | 103,2     | 24       | 108,6     | 17       | 211,8 | 23    |
| Нормальный трамплин | Гиянина Эрнст     | 100,3     | 27       | 92,4      | 29       | 192,7 | 28    |

### Санный спорт
Мужчины
| Соревнование | Спортсмены                 | 1 заезд   | 1 заезд | 2 заезд   | 2 заезд | 3 заезд       | 3 заезд       | 4 заезд       | 4 заезд       | Итоговый результат | Итоговое место |
| Соревнование | Спортсмены                 | Результат | Место   | Результат | Место   | Результат     | Место         | Результат     | Место         | Итоговый результат | Итоговое место |
| ------------ | -------------------------- | --------- | ------- | --------- | ------- | ------------- | ------------- | ------------- | ------------- | ------------------ | -------------- |
| Одиночки     | Феликс Лох                 | 52,185    | 2       | 51,964    | 1       | 51,613        | 1             | 51,764        | 1             | 3:27,526           | 1              |
| Одиночки     | Анди Лангенхан             | 52,707    | 8       | 52,480    | 4       | 52,073        | 7             | 52,095        | 4             | 3:29,355           | 4              |
| Одиночки     | Давид Мёллер               | 52,781    | 13      | 52,865    | 16      | 52,312        | 14            | 52,281        | 15            | 3:30,239           | 14             |
| Двойки       | Тобиас Вендль Тобиас Арльт | 49,373    | 1       | 49,560    | 1       | Не проводится | Не проводится | Не проводится | Не проводится | 1:38,933           | 1              |
| Двойки       | Тони Эггерт Саша Бенеккен  | 50,274    | 10      | 49,944    | 4       | Не проводится | Не проводится | Не проводится | Не проводится | 1:40,218           | 8              |

Женщины
| Соревнование | Спортсмены          | 1 заезд   | 1 заезд | 2 заезд   | 2 заезд | 3 заезд   | 3 заезд | 4 заезд   | 4 заезд | Итоговый результат | Итоговое место |
| Соревнование | Спортсмены          | Результат | Место   | Результат | Место   | Результат | Место   | Результат | Место   | Итоговый результат | Итоговое место |
| ------------ | ------------------- | --------- | ------- | --------- | ------- | --------- | ------- | --------- | ------- | ------------------ | -------------- |
| Одиночки     | Натали Гайзенбергер | 49,891    | 1       | 49,923    | 1       | 49,765    | 1       | 50,189    | 1       | 3:19,768           | 1              |
| Одиночки     | Татьяна Хюфнер      | 50,393    | 3       | 50,187    | 2       | 50,048    | 2       | 50,279    | 2       | 3:20,907           | 2              |
| Одиночки     | Анке Вишневски      | 50,490    | 7       | 50,476    | 9       | 50,462    | 7       | 50,532    | 7       | 3:21,960           | 6              |

Смешанные команды
| Соревнование | Спортсмены                                                  | Женщины   | Женщины | Мужчины   | Мужчины | Двойки    | Двойки | Итоговый результат | Итоговое место |
| Соревнование | Спортсмены                                                  | Результат | Место   | Результат | Место   | Результат | Место  | Итоговый результат | Итоговое место |
| ------------ | ----------------------------------------------------------- | --------- | ------- | --------- | ------- | --------- | ------ | ------------------ | -------------- |
| Эстафета     | Натали Гайзенбергер Феликс Лох Тобиас Вендль / Тобиас Арльт | 54,095    | 1       | 55,639    | 1       | 55,915    | 1      | 2:45,649           | 1              |

### Скелетон
Мужчины
| Соревнование | Спортсмены         | 1 заезд   | 1 заезд | 2 заезд   | 2 заезд | 3 заезд   | 3 заезд | 4 заезд   | 4 заезд | Итоговый результат | Итоговое место |
| Соревнование | Спортсмены         | Результат | Место   | Результат | Место   | Результат | Место   | Результат | Место   | Итоговый результат | Итоговое место |
| ------------ | ------------------ | --------- | ------- | --------- | ------- | --------- | ------- | --------- | ------- | ------------------ | -------------- |
| Мужчины      | Александер Крёкель | 57,21     | 8       | 57,36     | 17      | 57,03     | 10      | 56,69     | 4       | 3:48,29            | 9              |
| Мужчины      | Франк Роммель      | 57,19     | 7       | 56,95     | 5       | 57,33     | 15      | 57,00     | 13      | 3:48,47            | 11             |

Женщины
| Соревнование | Спортсмены    | 1 заезд   | 1 заезд | 2 заезд   | 2 заезд | 3 заезд   | 3 заезд | 4 заезд   | 4 заезд | Итоговый результат | Итоговое место |
| Соревнование | Спортсмены    | Результат | Место   | Результат | Место   | Результат | Место   | Результат | Место   | Итоговый результат | Итоговое место |
| ------------ | ------------- | --------- | ------- | --------- | ------- | --------- | ------- | --------- | ------- | ------------------ | -------------- |
| Женщины      | Аня Хубер     | 59,17     | 8       | 59,13     | 7       | 58,63     | 9       | 58,31     | 5       | 3:55,24            | 8              |
| Женщины      | София Грибель | 59,43     | 11      | 59,20     | 9       | 58,74     | 13      | 58,75     | 17      | 3:56,12            | 10             |
| Женщины      | Марион Тес    | 59,25     | 9       | 59,42     | 15      | 58,89     | 18      | 58,67     | 15      | 3:56,23            | 13             |

### Сноуборд
Хафпайп
| Соревнование | Спортсмены      | Квалификация | Квалификация | Квалификация | Квалификация | Полуфинал            | Полуфинал            | Полуфинал            | Финал                | Финал                | Финал                | Итоговое место |
| Соревнование | Спортсмены      | Заезд        | 1 спуск      | 2 спуск      | Место        | 1 спуск              | 2 спуск              | Место                | 1 спуск              | 2 спуск              | Место                | Итоговое место |
| ------------ | --------------- | ------------ | ------------ | ------------ | ------------ | -------------------- | -------------------- | -------------------- | -------------------- | -------------------- | -------------------- | -------------- |
| Мужчины      | Йоханнес Хепфль | 2            | 61,25        | 65,50        | 11           | Завершил выступление | Завершил выступление | Завершил выступление | Завершил выступление | Завершил выступление | Завершил выступление | 22             |

Бордеркросс
| Соревнование | Спортсмены     | 1/8 финала | 1/8 финала | Четвертьфинал | Четвертьфинал | Полуфинал            | Полуфинал            | Финал                | Финал                | Итоговое место |
| Соревнование | Спортсмены     | Заезд      | Место      | Заезд         | Место         | Заезд                | Место                | Название             | Место                | Итоговое место |
| ------------ | -------------- | ---------- | ---------- | ------------- | ------------- | -------------------- | -------------------- | -------------------- | -------------------- | -------------- |
| Мужчины      | Пауль Берг     | 7          | 1          | 4             | 4             | Завершил выступление | Завершил выступление | Завершил выступление | Завершил выступление | 13             |
| Мужчины      | Константин Шад | 5          | 1          | 3             | 4             | Завершил выступление | Завершил выступление | Завершил выступление | Завершил выступление | 13             |

Параллельный гигантский слалом
| Соревнование | Спортсмены        | Квалификация | Квалификация | Квалификация | Квалификация | 1/8 финала               | Четвертьфинал         | Полуфинал             | Финал                 | Место |
| Соревнование | Спортсмены        | 1 спуск      | 2 спуск      | Всего        | Место        | Соперник Результат       | Соперник Результат    | Соперник Результат    | Соперник Результат    | Место |
| ------------ | ----------------- | ------------ | ------------ | ------------ | ------------ | ------------------------ | --------------------- | --------------------- | --------------------- | ----- |
| Мужчины      | Патрик Бусслер    | 49,28        | 47,66        | 1:36,94      | 3            | CANМ. Морисон В −0,30    | SLOР. Фландер В −0,40 | RUSВ. Уайлд П +2,61   | За 3-е место          | 4     |
| Мужчины      | Патрик Бусслер    | 49,28        | 47,66        | 1:36,94      | 3            | CANМ. Морисон В −0,30    | SLOР. Фландер В −0,40 | RUSВ. Уайлд П +2,61   | SLOЖ. Кошир П +2,26   | 4     |
| Мужчины      | Александр Бергман | 49,42        | 49,07        | 1:38,49      | 11           | SLOР. Фландер П +0,34    | Завершил выступление  | Завершил выступление  | Завершил выступление  | 13    |
| Мужчины      | Штефан Баумайстер | 49,42        | 51,30        | 1:40,72      | 20           | Завершил выступление     | Завершил выступление  | Завершил выступление  | Завершил выступление  | 20    |
| Женщины      | Зелина Йёрг       | 53,39        | 56,25        | 1:49,64      | 11           | RUSА. Заварзина П +13,53 | Завершила выступление | Завершила выступление | Завершила выступление | 13    |
| Женщины      | Изабелла Лабёк    | 55,02        | 56,99        | 1:52,01      | 18           | Завершила выступление    | Завершила выступление | Завершила выступление | Завершила выступление | 18    |
| Женщины      | Анке Карстенс     | 53,39        | 1:05,90      | 1:59,29      | 25           | Завершила выступление    | Завершила выступление | Завершила выступление | Завершила выступление | 25    |
| Женщины      | Амели Кобер       | 1:35,30      | DSQ          | 1:35,30      | 30           | Завершила выступление    | Завершила выступление | Завершила выступление | Завершила выступление | 30    |

Параллельный слалом
| Соревнование | Спортсмены        | Квалификация | Квалификация | Квалификация | Квалификация | 1/8 финала             | Четвертьфинал          | Полуфинал              | Финал                    | Место |
| Соревнование | Спортсмены        | 1 спуск      | 2 спуск      | Всего        | Место        | Соперник Результат     | Соперник Результат     | Соперник Результат     | Соперник Результат       | Место |
| ------------ | ----------------- | ------------ | ------------ | ------------ | ------------ | ---------------------- | ---------------------- | ---------------------- | ------------------------ | ----- |
| Мужчины      | Патрик Бусслер    | 29,67        | 29,34        | 59,01        | 5            | SLOР. Маргуч В −0,84   | AUTБ. Карл П +0,15     | Завершил выступление   | Завершил выступление     | 6     |
| Мужчины      | Штефан Баумайстер | 30,02        | 29,70        | 59,72        | 14           | AUTЛ. Матиес П +0,45   | Завершил выступление   | Завершил выступление   | Завершил выступление     | 14    |
| Мужчины      | Александр Бергман | 30,18        | 30,42        | 1:00,60      | 24           | Завершил выступление   | Завершил выступление   | Завершил выступление   | Завершил выступление     | 24    |
| Женщины      | Анке Карстенс     | 32,50        | 32,64        | 1:05,14      | 10           | GERЗ. Йёрг В −0,02     | CZEЭ. Ледецкая В −0,30 | GERА. Кобер В −0,09    | AUTЮ. Дуймовиц П +0,12   | 2     |
| Женщины      | Амели Кобер       | 32,93        | 32,53        | 1:05,46      | 14           | SUIП. Куммер В −0,10   | AUTИ. Мешик В −0,01    | GERА. Карстенс П +0,09 | За 3-е место             | 3     |
| Женщины      | Амели Кобер       | 32,93        | 32,53        | 1:05,46      | 14           | SUIП. Куммер В −0,10   | AUTИ. Мешик В −0,01    | GERА. Карстенс П +0,09 | ITAК. Боккаччини В −0,13 | 3     |
| Женщины      | Изабелла Лабёк    | 32,64        | 31,80        | 1:04,44      | 6            | AUTИ. Мешик П +0,24    | Завершила выступление  | Завершила выступление  | Завершила выступление    | 10    |
| Женщины      | Зелина Йёрг       | 32,95        | 31,52        | 1:04,47      | 7            | GERА. Карстенс П +0,02 | Завершила выступление  | Завершила выступление  | Завершила выступление    | 11    |

### Фигурное катание
| Соревнование              | Спортсмены                        | Короткая программа | Короткая программа | Произвольная программа | Произвольная программа | Всего        | Всего |
| Соревнование              | Спортсмены                        | Сумма баллов       | Место              | Сумма баллов           | Место                  | Сумма баллов | Место |
| ------------------------- | --------------------------------- | ------------------ | ------------------ | ---------------------- | ---------------------- | ------------ | ----- |
| Мужское одиночное катание | Петер Либерс                      | 86,04              | 5                  | 153,83                 | 9                      | 239,87       | 8     |
| Женское одиночное катание | Натали Вайнцирль                  | 57,63              | 10                 | 89,73                  | 21                     | 147,36       | 18    |
| Парное катание            | Алёна Савченко / Робин Шолковы    | 79,64              | 2                  | 136,14                 | 4                      | 215,78       | 3     |
| Парное катание            | Майлин Венде / Даниэль Венде      | 59,25              | 12                 | 107,00                 | 13                     | 166,25       | 13    |
| Танцы на льду             | Нелли Жиганшина / Александер Гажи | 60,91              | 10                 | 89,86                  | 12                     | 150,77       | 11    |
| Танцы на льду             | Таня Кольбе / Стефано Карузо      | 54,43              | 19                 | 76,13                  | 19                     | 130,56       | 19    |

Командные соревнования
| Соревнование      | Спортсмены                                                                                   | Короткая программа      | Короткая программа     | Короткая программа      | Короткая программа      | Произвольная программа | Произвольная программа | Произвольная программа | Произвольная программа | Всего     | Всего |
| Соревнование      | Спортсмены                                                                                   | Мужчины                 | Женщины                | Пары                    | Танцы                   | Мужчины                | Женщины                | Пары                   | Танцы                  | Результат | Место |
| ----------------- | -------------------------------------------------------------------------------------------- | ----------------------- | ---------------------- | ----------------------- | ----------------------- | ---------------------- | ---------------------- | ---------------------- | ---------------------- | --------- | ----- |
| Командное катание | Петер Либерс Натали Вайнцирль Майлин Венде / Даниэль Венде Нелли Жиганшина / Александер Гажи | 79,61 6-е место 5 очков | 52,16 9-е место 2 очка | 60,82 6-е место 5 очков | 58,04 6-е место 5 очков | Завершили выступление  | Завершили выступление  | Завершили выступление  | Завершили выступление  | 17 очков  | 8     |

### Фристайл
Могул
| Соревнование | Спортсмены     | Квалификация 1 | Квалификация 1 | Квалификация 1 | Квалификация 2 | Квалификация 2 | Квалификация 2 | Финал 1               | Финал 1               | Финал 1               | Финал 2               | Финал 2               | Финал 2               | Финал 3               | Финал 3               | Финал 3               | Итоговое место |
| Соревнование | Спортсмены     | Время          | Очки           | Место          | Время          | Очки           | Место          | Время                 | Очки                  | Место                 | Время                 | Очки                  | Место                 | Время                 | Очки                  | Место                 | Итоговое место |
| ------------ | -------------- | -------------- | -------------- | -------------- | -------------- | -------------- | -------------- | --------------------- | --------------------- | --------------------- | --------------------- | --------------------- | --------------------- | --------------------- | --------------------- | --------------------- | -------------- |
| Женщины      | Лаура Граземан | 37,72          | 6,81           | 26             | 33,46          | 15,76          | 12             | Завершила выступление | Завершила выступление | Завершила выступление | Завершила выступление | Завершила выступление | Завершила выступление | Завершила выступление | Завершила выступление | Завершила выступление | 22             |

Ски-кросс
| Соревнование | Спортсмены       | Квалификация | Квалификация | 1/8 финала | 1/8 финала | Четвертьфинал         | Четвертьфинал         | Полуфинал             | Полуфинал             | Финал                 | Финал                 | Итоговое место |
| Соревнование | Спортсмены       | Результат    | Место        | Заезд      | Место      | Заезд                 | Место                 | Заезд                 | Место                 | Название              | Место                 | Итоговое место |
| ------------ | ---------------- | ------------ | ------------ | ---------- | ---------- | --------------------- | --------------------- | --------------------- | --------------------- | --------------------- | --------------------- | -------------- |
| Мужчины      | Флориан Айглер   | 1:18,91      | 26           | 7          | 2          | 4                     | 2                     | 2                     | 3                     | Малый                 | 4                     | 8              |
| Мужчины      | Андреас Шауэр    | DNF          | 31           | 8          | 2          | 4                     | 3                     | Завершил выступление  | Завершил выступление  | Завершил выступление  | Завершил выступление  | 12             |
| Мужчины      | Томас Фишер      | 1:18,06      | 19           | 5          | 2          | 3                     | 4                     | Завершил выступление  | Завершил выступление  | Завершил выступление  | Завершил выступление  | 16             |
| Мужчины      | Даниэль Бонаккер | 1:17,59      | 13           | 4          | 3          | Завершил выступление  | Завершил выступление  | Завершил выступление  | Завершил выступление  | Завершил выступление  | Завершил выступление  | 19             |
| Женщины      | Анна Вёрнер      | 1:22,95      | 9            | 2          | 2          | 1                     | 3                     | Завершила выступление | Завершила выступление | Завершила выступление | Завершила выступление | 9              |
| Женщины      | Хайди Цахер      | 1:24,24      | 15           | 8          | 3          | Завершила выступление | Завершила выступление | Завершила выступление | Завершила выступление | Завершила выступление | Завершила выступление | 18             |

Ски-хафпайп
| Соревнование | Спортсмены       | Квалификация | Квалификация | Квалификация | Финал                 | Финал                 | Финал                 | Итоговое место |
| Соревнование | Спортсмены       | 1 заезд      | 2 заезд      | Место        | 1 заезд               | 2 заезд               | Место                 | Итоговое место |
| ------------ | ---------------- | ------------ | ------------ | ------------ | --------------------- | --------------------- | --------------------- | -------------- |
| Женщины      | Сабрина Какмакли | 64,80        | 16,60        | 14           | Завершила выступление | Завершила выступление | Завершила выступление | 14             |

Слоупстайл
| Соревнование | Спортсмены     | Квалификация | Квалификация | Квалификация | Финал                 | Финал                 | Финал                 | Итоговое место |
| Соревнование | Спортсмены     | 1 заезд      | 2 заезд      | Место        | 1 заезд               | 2 заезд               | Место                 | Итоговое место |
| ------------ | -------------- | ------------ | ------------ | ------------ | --------------------- | --------------------- | --------------------- | -------------- |
| Мужчины      | Бенедикт Майр  | 67,60        | 7,20         | 20           | Завершил выступление  | Завершил выступление  | Завершил выступление  | 20             |
| Женщины      | Лиза Циммерман | 20,00        | 67,20        | 14           | Завершила выступление | Завершила выступление | Завершила выступление | 14             |

### Хоккей

#### Женщины
Состав
| Номер | Имя                 | Позиция    | Хват   | Рост, см | Вес, кг | Дата рождения | Клуб              |
| ----- | ------------------- | ---------- | ------ | -------- | ------- | ------------- | ----------------- |
| 3     | Софи Крацер         | нападающий | левый  | 171      | 71      | 20.04.1989    | Планег            |
| 4     | Джессика Хаммерль   | защитник   | левый  | 161      | 61      | 10.07.1988    | Эрдинг            |
| 5     | Мануэла Анванден    | нападающий | правый | 164      | 67      | 09.01.1992    | Ингольштадт       |
| 6     | Беттина Эверс       | нападающий | левый  | 167      | 71      | 17.08.1981    | Планег            |
| 7     | Нина Каменик        | нападающий | правый | 161      | 55      | 27.04.1985    | Берлин            |
| 8     | Юлия Цорн           | нападающий | левый  | 170      | 73      | 06.02.1990    | Планег            |
| 10    | Аня Вайссер         | защитник   | левый  | 174      | 74      | 02.10.1991    | Ю-Пи-И-Ай Пантерз |
| 12    | Сюзанн Гёц (К)      | защитник   | левый  | 163      | 67      | 14.12.1982    | Берлин            |
| 13    | Ивонне Шрёдер       | вратарь    | левый  | 177      | 67      | 25.07.1988    | Торнадо Ниски     |
| 14    | Жаклин Янцен        | нападающий | левый  | 178      | 83      | 29.11.1993    | Мемминген Индианс |
| 15    | Андреа Ланцль       | защитник   | левый  | 162      | 67      | 08.10.1987    | Ингольштадт       |
| 17    | Сара Зайлер         | нападающий | левый  | 169      | 65      | 25.01.1983    | Ингольштадт       |
| 18    | Сюзанне Фелльнер    | защитник   | левый  | 159      | 57      | 26.02.1985    | Мемминген Индианс |
| 22    | Керстин Шпильбергер | нападающий | левый  | 169      | 61      | 14.12.1995    | Клостерзее        |
| 23    | Таня Айзеншмид      | защитник   | левый  | 170      | 73      | 20.04.1993    | Норт Дакота       |
| 24    | Лиза Кристин Шустер | нападающий | левый  | 169      | 70      | 28.05.1987    | Берлин            |
| 25    | Франциска Буш (А)   | нападающий | левый  | 163      | 69      | 20.10.1985    | Мемминген Индианс |
| 26    | Моника Биттнер      | нападающий | левый  | 156      | 60      | 29.01.1988    | Планег            |
| 27    | Виона Харрер        | вратарь    | левый  | 169      | 54      | 05.11.1986    | Бад-Тёльц         |
| 30    | Дженнифер Харсс     | вратарь    | левый  | 175      | 65      | 14.07.1987    | Зонтхофен         |
| 81    | Маритта Беккер      | нападающий | левый  | 168      | 64      | 11.03.1981    | Ингольштадт       |

По данным: IIHF.com и Eurohockey.com
Предварительный раунд
|  | Команды, выходящие в четвертьфинал         |
|  | Команды, участвующие в матчах за 5-8 места |

Группа B
| М | Сборная  | И | В | ВО | ПО | П | ШЗ | ШП | РШ | О |
| - | -------- | - | - | -- | -- | - | -- | -- | -- | - |
| 1 | Россия   | 3 | 3 | 0  | 0  | 0 | 9  | 3  | +6 | 9 |
| 2 | Швеция   | 3 | 2 | 0  | 0  | 1 | 6  | 3  | +3 | 6 |
| 3 | Германия | 3 | 1 | 0  | 0  | 2 | 5  | 8  | −3 | 3 |
| 4 | Япония   | 3 | 0 | 0  | 0  | 3 | 1  | 7  | −6 | 0 |

Время местное (UTC+4).
| 9 февраля 2014 17:00 | Россия | 4 : 1 (0:0, 0:1, 4:0) | Германия | Ледовая арена «Шайба», Сочи Зрителей: 5048 |

| Отчёт | Отчёт                      | Отчёт                                           | Отчёт                      | Отчёт              |
| --- | -------------------------- | ----------------------------------------------- | -------------------------- | ------------------ |
| |                            |                                                 |                            |                    |
| | Юлия Лескина — 00:00-60:00 | Вратари                                         | 00:00-60:00 — Виона Харрер | Судья: Анна Эскола |
| | Голы:                      |                                                 |                            | Судья: Анна Эскола |
| Ия Гаврилова — 45:04 (А. Хомич, Е. Смоленцева) Ольга Сосина (бол.) — 48:49 (И. Дюбанок, Т. Бурина) Екатерина Смоленцева — 49:27 (А. Шибанова) Ольга Сосина — 52:15 (И. Дюбанок, Е. Смоленцева) | 0:1 :1 2:1 3:1 4:1         | 26:48 — Франциска Буш (М. Анвандер, А. Вайссер) |                            | Судья: Анна Эскола |
| |                            |                                                 |                            | Судья: Анна Эскола |
| |                            |                                                 |                            | Судья: Анна Эскола |
| |                            |                                                 |                            | Судья: Анна Эскола |
| 4 мин | Штраф                      | 8 мин                                           |                            | Судья: Анна Эскола |
| |                            |                                                 |                            |                    |
| | 37                         | Броски                                          | 15                         |                    |

| 11 февраля 2014 14:00 | Германия | 0 : 4 (0:1, 0:0, 0:3) | Швеция | Ледовая арена «Шайба», Сочи Зрителей: 4015 |

| Отчёт | Отчёт                         | Отчёт | Отчёт                           | Отчёт            |
| ----- | ----------------------------- | --- | ------------------------------- | ---------------- |
|       |                               | |                                 |                  |
|       | Дженнифер Харсс — 00:00-60:00 | Вратари | 00:00-60:00 — Ким Мартин Хассон | Судья: Айна Хове |
|       | Голы:                         | |                                 | Судья: Айна Хове |
|       | 0:1 0:2 0:3 0:4               | 01:00 — Эмма Нордин (Э. Элиассон, Э. Грам) 47:42 — Сесилия Эстберг (А. Боргквист) 50:31 — Йоханна Олофссон (С. Эстберг, М. Лёвенхильм) 51:35 — Пернилла Винберг (А. Боргквист) |                                 | Судья: Айна Хове |
|       |                               | |                                 | Судья: Айна Хове |
|       |                               | |                                 | Судья: Айна Хове |
|       |                               | |                                 | Судья: Айна Хове |
| 4 мин | Штраф                         | 10 мин |                                 | Судья: Айна Хове |
|       |                               | |                                 |                  |
|       | 21                            | Броски | 29                              |                  |

| 13 февраля 2014 12:00 | Япония | 0 : 4 (0:1, 0:1, 0:2) | Германия | Ледовая арена «Шайба», Сочи Зрителей: 2618 |

| Отчёт | Отчёт                                    | Отчёт | Отчёт                      | Отчёт                 |
| ----- | ---------------------------------------- | --- | -------------------------- | --------------------- |
|       |                                          | |                            |                       |
|       | Нана Фудзимото — 00:00-58:40 59:28-60:00 | Вратари | 00:00-60:00 — Виона Харрер | Судья: Мелани Бордело |
|       | Голы:                                    | |                            | Судья: Мелани Бордело |
|       | 0:1 0:2 0:3 0:4                          | 13:23 — Мануэла Анвандер (бол.) (С. Крацер, М. Бекер) 20:48 — Франциска Буш (А. Ланцль) 58:31 — Керстин Шпильбергер (Т. Айзеншмид, Н. Каменик) 59:28 — Франциска Буш (п.в.) (Сюзанн Гёц) |                            | Судья: Мелани Бордело |
|       |                                          | |                            | Судья: Мелани Бордело |
|       |                                          | |                            | Судья: Мелани Бордело |
|       |                                          | |                            | Судья: Мелани Бордело |
| 8 мин | Штраф                                    | 10 мин |                            | Судья: Мелани Бордело |
|       |                                          | |                            |                       |
|       | 30                                       | Броски | 25                         |                       |

Матч за 5-8 места
Время местное (UTC+4).
| 16 февраля 2014 12:00 | Финляндия | 2 : 1 (2:0, 0:1, 0:0) | Германия | Ледовая арена «Шайба», Сочи Зрителей: 2009 |

| Отчёт                                                                                      | Отчёт                    | Отчёт                                 | Отчёт                         | Отчёт            |
| ------------------------------------------------------------------------------------------ | ------------------------ | ------------------------------------- | ----------------------------- | ---------------- |
|                                                                                            |                          |                                       |                               |                  |
|                                                                                            | Ноора Рятю — 00:00-60:00 | Вратари                               | 00:00-58:55 — Дженнифер Харсс | Судья: Айна Хове |
|                                                                                            | Голы:                    |                                       |                               | Судья: Айна Хове |
| Йенни Хийрикоски (бол.) — 01:15 (Р. Вялиля) Мишель Карвинен — 08:32 (Р. Вялиля, С. Тапани) | 1:0 2:0 2:1              | 28:59 — Беттина Эверс (бол.) (С. Гёц) |                               | Судья: Айна Хове |
|                                                                                            |                          |                                       |                               | Судья: Айна Хове |
|                                                                                            |                          |                                       |                               | Судья: Айна Хове |
|                                                                                            |                          |                                       |                               | Судья: Айна Хове |
| 8 мин                                                                                      | Штраф                    | 8 мин                                 |                               | Судья: Айна Хове |
|                                                                                            |                          |                                       |                               |                  |
|                                                                                            | 27                       | Броски                                | 21                            |                  |

Матч за 7-е место
Время местное (UTC+4).
| 18 февраля 2014 12:00 | Германия | 3 : 2 (1:1, 2:0, 0:1) | Япония | Ледовая арена «Шайба», Сочи Зрителей: 2012 |

| Отчёт | Отчёт                      | Отчёт                                                                      | Отчёт                                                   | Отчёт                 |
| --- | -------------------------- | -------------------------------------------------------------------------- | ------------------------------------------------------- | --------------------- |
| |                            |                                                                            |                                                         |                       |
| | Виона Харрер — 00:00-60:00 | Вратари                                                                    | 00:00-35:49 — Нана Фудзимото 35:49-59:23 — Аканэ Кониси | Судья: Мелани Бордело |
| | Голы:                      |                                                                            |                                                         | Судья: Мелани Бордело |
| Сюзанн Гёц (бол.) — 09:18 (Ф. Буш, Ж. Янцен) Юлия Цорн — 24:30 (Ф. Буш, С. Гёц) Сара Зайлер — 35:49 (Л.К. Шустер, С. Крацер) | 1:0 1:1 2:1 3:1 3:2        | 13:40 — Ханаэ Кубо (Т. Осава) 42:56 — Харуна Ёнэяма (Т. Осава, С. Судзуки) |                                                         | Судья: Мелани Бордело |
| |                            |                                                                            |                                                         | Судья: Мелани Бордело |
| |                            |                                                                            |                                                         | Судья: Мелани Бордело |
| |                            |                                                                            |                                                         | Судья: Мелани Бордело |
| 8 мин | Штраф                      | 12 мин                                                                     |                                                         | Судья: Мелани Бордело |
| |                            |                                                                            |                                                         |                       |
| | 23                         | Броски                                                                     | 29                                                      |                       |

### Шорт-трек
Мужчины
| Соревнование | Спортсмены     | Отборочный раунд | Отборочный раунд | Отборочный раунд | Четвертьфинал        | Четвертьфинал        | Четвертьфинал        | Полуфинал            | Полуфинал            | Полуфинал            | Финал                | Финал                | Финал                | Итоговое место |
| Соревнование | Спортсмены     | Забег            | Результат        | Место            | Забег                | Результат            | Место                | Забег                | Результат            | Место                | Название             | Результат            | Место                | Итоговое место |
| ------------ | -------------- | ---------------- | ---------------- | ---------------- | -------------------- | -------------------- | -------------------- | -------------------- | -------------------- | -------------------- | -------------------- | -------------------- | -------------------- | -------------- |
| 500 метров   | Роберт Зайферт | 8                | 41,624           | 3                | Завершил выступление | Завершил выступление | Завершил выступление | Завершил выступление | Завершил выступление | Завершил выступление | Завершил выступление | Завершил выступление | Завершил выступление |                |
| 1000 метров  | Роберт Зайферт | 7                | 1:29,468         | 4                | Завершил выступление | Завершил выступление | Завершил выступление | Завершил выступление | Завершил выступление | Завершил выступление | Завершил выступление | Завершил выступление | Завершил выступление | 29             |
| 1500 метров  | Роберт Зайферт | 1                | 2:16,555         | 4                | Не проводится        | Не проводится        | Не проводится        | Завершил выступление | Завершил выступление | Завершил выступление | Завершил выступление | Завершил выступление | Завершил выступление | 22             |

Женщины
| Соревнование | Спортсмены   | Отборочный раунд | Отборочный раунд | Отборочный раунд | Полуфинал | Полуфинал | Полуфинал | Финал                 | Финал                 | Финал                 | Итоговое место |
| Соревнование | Спортсмены   | Забег            | Результат        | Место            | Забег     | Результат | Место     | Название              | Результат             | Место                 | Итоговое место |
| ------------ | ------------ | ---------------- | ---------------- | ---------------- | --------- | --------- | --------- | --------------------- | --------------------- | --------------------- | -------------- |
| 1500 метров  | Анна Зайдель | 1                | 2:25,700         | 3                | 1         | 2:20,405  | 6         | Завершила выступление | Завершила выступление | Завершила выступление | 17             |